# 奧地利的伊麗莎白·瑪麗
伊麗莎白·瑪麗，奥地利女大公（德語：Elisabeth Marie, Erzherzogin von Österreich，1883年9月2日—1963年3月16日）是奥匈帝国女大公。
伊麗莎白·瑪麗是奥地利皇帝弗朗茨·约瑟夫一世和奥地利皇后伊丽莎白的孙女；父母是魯道夫皇太子和比利时的史蒂芬妮公主。身为魯道夫皇太子的独生女，她也是弗朗茨·约瑟夫一世最喜欢的孙女。
1889年，只有五岁的伊麗莎白·瑪麗丧父。魯道夫皇太子和他的情妇在梅耶林惨案中自杀。弗朗茨·约瑟夫一世在鲁道夫死后禁止她们离开奥地利并担任伊麗莎白·瑪麗监护人。伊丽莎白皇后的遗嘱将她大部分的财产都归伊麗莎白·瑪麗所有。
她的母亲在1900年改嫁，伊麗莎白·瑪麗认为这是对她父亲的背叛而和母亲断绝来往。
她是一名社会主义者，并加入了奥地利社会民主党。她死后把大部分的财产归于奥地利国家所有。

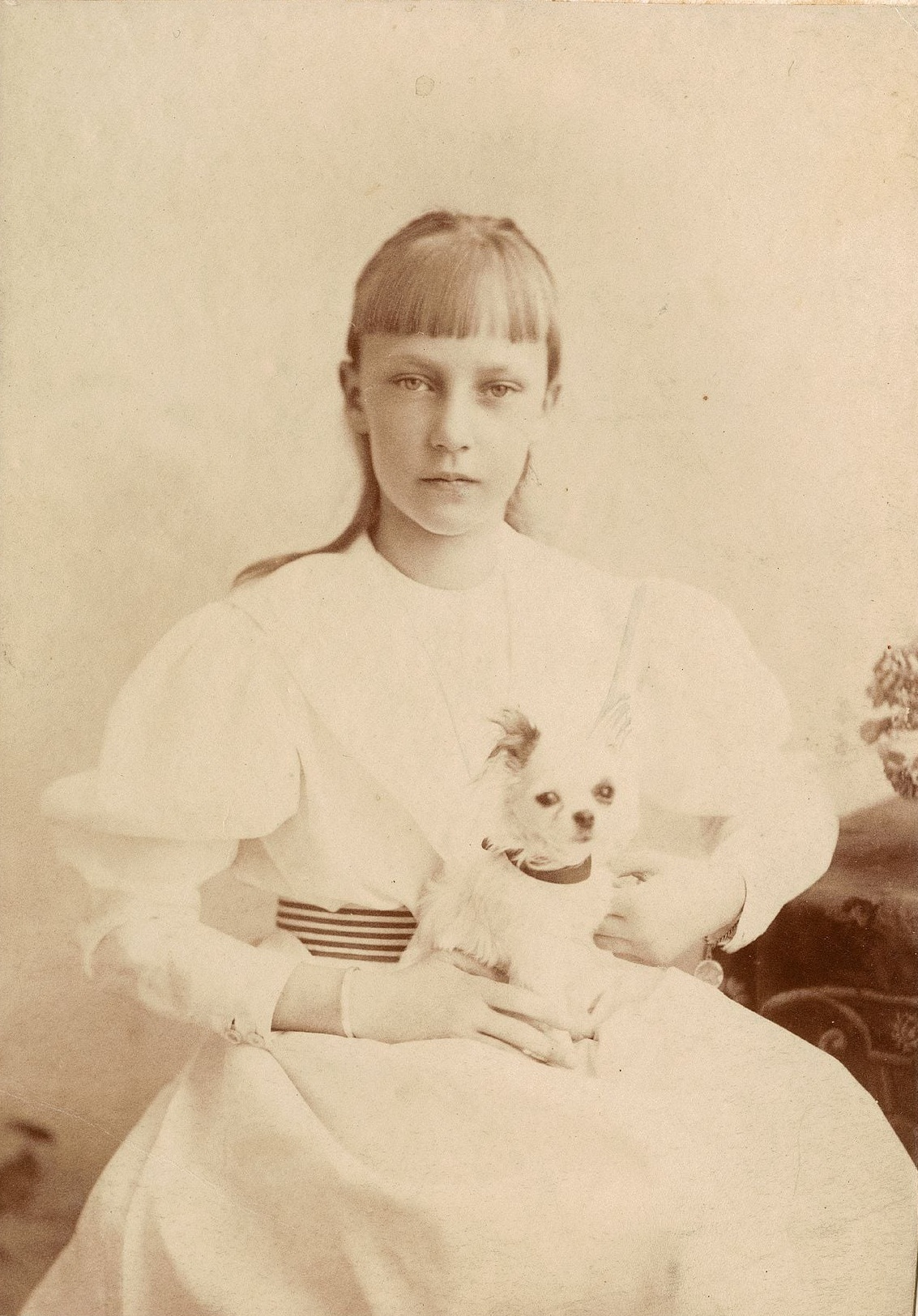
摄于1895年